# NGC 6659
NGC 6659 — группа звёзд в созвездии Геркулес.
Этот объект входит в число перечисленных в оригинальной редакции «Нового общего каталога».